# Martin Hannett
James Martin Hannett, más conocido como Martin Hannett o por su apodo 'Zero' (Mánchester, Inglaterra, 31 de mayo de 1948 - Reino Unido, 18 de abril de 1991), fue un músico y productor discográfico británico. Fue conocido por haber producido material musical para muchos artistas establecidos en Mánchester, en las décadas de los 70 y los 80, muchos de ellos de los géneros punk y new wave, siendo los más destacados la banda post-punk Joy Division, a quienes produjo sus dos únicos álbumes, Unknown Pleasures, en 1979, y Closer, en 1980, los cuales fueron aclamados y claves para iniciar la carrera de sus miembros, más tarde bajo el nombre New Order. 
Otros de los artistas a los que produjo fueron Buzzcocks, Magazine, John Cooper Clarke (haciendo de bajista para su banda, The Invisible Girls), Nico (con quien The Invisible Girls también trabajó), Orchestral Manoeuvres in the Dark (OMD), Happy Mondays, The Durutti Column, The Stone Roses, etc. Pero produjo material para otros artistas que no estaban establecidos en Mánchester, tales como U2 y The Psychedelic Furs.

## Biografía
Hannett nació en una familia católica en el norte de la ciudad de Mánchester, Inglaterra, el 31 de mayo de 1948, y pasó sus primeros años en Miles Platting, Mánchester.
En 1967, ingresó al Instituto de Ciencia y Tecnología de la Universidad de Mánchester, donde se graduó en química. Sin embargo, no ejerció la carrera.

## Carrera musical
Ya graduado, Hannett decide aprender a tocar el bajo eléctrico. Como bajista tocó junto con Spiderman King y, en 1973, en Paradox, banda formada por Paul Young, más tarde en Sad Café y Mike & The Mechanics.
Por esos años, su carrera de productor también comienza. Su primer trabajo fue en la banda sonora de un programa de caricaturas llamado All Kind Of Heroes, producido también por Steve Hopkins, con quien después Hannett trabajaría. Por ese tiempo, también comienza a mezclar en conciertos, en diversos pubs. A mediados de los años 70, produce un álbum homónimo de Belt & Braces Road Show Band y, en 1977, cinco canciones del álbum Who Says There's No Beach in Stockport, de Pete Farrow.
Pero no comienza a destacar hasta el lanzamiento del primer EP de la banda punk Buzzcocks, Spiral Scratch, en 1977. De ahí se volvería un productor recurrente en discos de diversas bandas de Mánchester. 
En 1978, junto al periodista Tony Wilson y al actor Alan Erasmus, funda el sello discográfico Factory Records, produciendo muchos de los discos publicados por la empresa.
Hannett produjo recurrentemente para el poeta John Cooper Clarke, formando parte de su banda musical, llamada The Invisible Girls, donde tocaría el bajo, siendo los demás miembros Steve Hopkins en los teclados, Paul Burgess (de 10cc) en la batería, con colaboraciones para el álbum de Clarke con la banda, Disguise in Love, como las de guitarristas Bill Nelson, ex-Be Bop Deluxe, y Pete Shelley, de Buzzcocks.
Por esa época, sus producciones para distintos artistas de Factory también se hacen destacar, como los discos de las primeras bandas que firmaron con el sello, entre ellas Joy Division, Cabaret Voltaire y The Durutti Column.
También produjo el primer sencillo, «Electricity», de OMD. Después, la banda de Liverpool fichó por DinDisc Records, sello subsidiario de Virgin Records.
Pero su trabajo más destacado fue el que hizo con la banda post-punk Joy Division. Hannett se encargó de producir sus dos únicos álbumes, Unknown Pleasures, de 1979, y Closer, de 1980. Al haber quedado establecido como el productor de sonido para Joy Division en su gira por los Estados Unidos, en 1980, rechazando producir un álbum para U2, su trabajo con la banda queda súbitamente interrumpido, ya que Ian Curtis, cantante del grupo, se suicidó dos semanas antes del comienzo de la gira. Esto lo devastó.
Por ese mismo año, su banda, The Invisible Girls, también adquiere el rol de banda de Pauline Murray, después de la separación de la banda de esta, Penetration. La banda pasa aproximadamente un año y medio trabajando para ella, mientras Hannett producía y ocasionalmente tocaba el bajo, cediendo la mayoría de veces su puesto de bajista a Robert Blamire, compañero de Murray en Penetration. Otros músicos que fueron miembros de la banda en aquella época fueron los guitarristas Vini Reilly (guitarrista y cantante de The Durutti Column), Dave Rowbotham (previo miembro de The Durutti Column y en ese entonces en The Mothmen), Wayne Hussey (guitarrista de Dead Or Alive, más tarde en The Sisters of Mercy y The Mission), y el baterista John Maher (Buzzcocks). Después de la colaboración con Murray, solo Hannett y Hopkins permanecen en el grupo, pero con Burgess reuniéndose para volver a trabajar con Cooper Clarke y, además, para colaborar, aunque de manera temporal, con Nico, lanzando un sencillo, Procession, en 1982, el que produce y hace de bajista y guitarrista. Ese año, The Invisible Girls y Cooper Clarke publican su último disco, Zip Style Method.
Sin embargo, después de su último álbum con Cooper Clarke y de abandonar Factory Records, Hannett deja de producir por un tiempo, debido a su adicción a la heroína.
A mediados y finales de los ochenta, regresa, produciendo para bandas del sonido Madchester, como Happy Mondays y The Stone Roses. Por ese tiempo, también vuelve a formar parte del sello Factory.

### Muerte
Su adicción a la heroína acabó por hacer decaer su carrera y quitarle la vida. El 18 de abril de 1991 muere de un paro cardíaco, a la edad de 42 años. Dejó una esposa y dos hijos.

## Reconocimiento
A día de hoy, Hannett es recordado como uno de los mejores productores musicales. En la película de 2002, 24 Hour Party People, dirigida por Michael Winterbottom, el papel de Hannett recae en el actor Andy Serkis. Steve Coogan, el actor que interpreta a Tony Wilson en dicha película, dijo sobre Hannett que, aparte de Ian Curtis, Hannett era el otro genio del filme, quien contribuyó mayormente a la historia de Factory Records.

## Lista de material producido

### Álbumes
- Pete Farrow, Who Says There's No Beach In Stockport?
- John Cooper Clarke, Disguise in Love (1978).
- The Durutti Column, The Return of the Durutti Column (1979).
- Joy Division, Unknown Pleasures (1979).
- Pauline Murray and the Invisible Girls, Pauline Murray and the Invisible Girls (1979).
- Basement 5, 1965–1980 (1980).
- John Cooper Clarke, Snap, Crackle & Bop (1980).
- Joy Division, Closer (1980).
- Magazine, The Correct Use Of Soap (1980).
- The Psychedelic Furs, The Psychedelic Furs (1980, las canciones Susan's Strange y Soap Commercial).
- A Certain Ratio, To Each... (1981).
- Joy Division, Still (1981).
- Magazine, Magic, Murder And The Weather (1981).
- New Order, Movement (1981).
- Section 25, Always Now (1981).
- John Cooper Clarke, Zip Style Method (1982).
- Armande Altaï, Nocturne Flamboyant (1983).
- Blue in Heaven, All The Gods Men (1985).
- The Stone Roses, Garage Flower (1985).
- Walk in the Walk, Walk in the Walk (1987).
- Happy Mondays, Bummed (1988).
- The High, Somewhere Soon (1990).

### Sencillos y EP
- Buzzcocks, el EP Spiral Scratch (1976).
- Jilted John, «Jilted John» (1978).
- Orchestral Manoeuvres in the Dark (OMD), su primera canción, «Electricity» (1979).
- Kevin Hewick, «Haystack» (1980).
- U2, «11 O'Clock Tick Tock» (1980).
- Pauline Murray & The Invisible Girls, «Searching For Heaven» (1981).
- Crispy Ambulance, Live on a Hot August Night (1981).
- ESG, ESG (1981).
- New Order, Ceremony (1981).
- New Order, Everything's Gone Green (1981).
- New Order, Procession (1981).
- Stockholm Monsters, Fairy Tales (1981).
- Nico y The Invisible Girls, Procession (7" y 12", en 1982).
- Kit, Overshadowing Me (1990).
- Kitchens of Distinction, Quick as Rainbows (1990).
- New Fast Automatic Daffodils, Get Better (1991).